# 高斯-勒让德算法
高斯-勒让德算法是一种用于计算圆周率（π）的算法。它以迅速收敛著称，只需25次迭代即可产生π的4500万位正确数字。不过，它的缺点是内存密集，因此有时它不如梅钦类公式使用广泛。
该方法基于德國數學家卡尔·弗里德里希·高斯（Johann Carl Friedrich Gauß，1777–1855）和法國數學家阿德里安-马里·勒让德（Adrien-Marie Legendre，1752–1833）的个人成果与乘法和平方根运算之现代算法的结合。该算法反复替换两个数值的算术平均数和几何平均数，以接近它们的算术-几何平均数。
下文的版本也被称为高斯-欧拉，布伦特-萨拉明（或萨拉明-布伦特）算法；它于1975年被理查德·布伦特和尤金·萨拉明独立发现。日本筑波大学于2009年8月17日宣布利用此算法计算出π小数点后2,576,980,370,000位数字，计算结果用波温算法检验。
知名的电脑性能测试程序Super PI也使用此算法。

## 算法
1. 设置初始值：
{\displaystyle a_{0}=1\qquad b_{0}={\frac {1}{\sqrt {2}}}\qquad t_{0}={\frac {1}{4}}\qquad p_{0}=1.\!}
2. 反复执行以下步骤直到{\displaystyle a_{n}\!}与{\displaystyle b_{n}\!}之间的误差到达所需精度：
{\displaystyle {\begin{aligned}a_{n+1}&={\frac {a_{n}+b_{n}}{2}},\\b_{n+1}&={\sqrt {a_{n}b_{n}}},\\t_{n+1}&=t_{n}-p_{n}(a_{n}-a_{n+1})^{2},\\p_{n+1}&=2p_{n}.\end{aligned}}}
3. 则π的近似值为：
{\displaystyle \pi \approx {\frac {(a_{n+1}+b_{n+1})^{2}}{4t_{n+1}}}.\!}

下面给出前三个迭代结果（近似值精确到第一个错误的位数）：
{\displaystyle 3.140\dots \!}
{\displaystyle 3.14159264\dots \!}
{\displaystyle 3.1415926535897932382\dots \!}
该算法具有二阶收敛性，本质上说就是算法每执行一步正确位数就会加倍。

## 数学背景

### 算术-几何平均数的极限
a0和b0两个数的算术-几何平均数，是通过计算它们的序列极限得到的：
{\displaystyle {\begin{aligned}a_{n+1}&={\frac {a_{n}+b_{n}}{2}},\\b_{n+1}&={\sqrt {a_{n}b_{n}}},\end{aligned}}}
两者汇聚于同一极限。

若{\displaystyle a_{0}=1\!}且{\displaystyle b_{0}=\cos \varphi \!}，则极限为{\displaystyle {\pi  \over 2K(\sin \varphi )}\!}，其中{\displaystyle K(k)\!}为第一类完全椭圆积分：
{\displaystyle K(k)=\int _{0}^{\pi  \over 2}{\frac {d\theta }{\sqrt {1-k^{2}\sin ^{2}\theta }}}.\!}
若{\displaystyle c_{0}=\sin \varphi \!}，{\displaystyle c_{i+1}=a_{i}-a_{i+1}\!}，则
{\displaystyle \sum _{i=0}^{\infty }2^{i-1}c_{i}^{2}=1-{E(\sin \varphi ) \over K(\sin \varphi )}\!}
其中{\displaystyle E(k)\!}为第二类完全椭圆积分：
{\displaystyle E(k)=\int _{0}^{\pi  \over 2}{\sqrt {1-k^{2}\sin ^{2}\theta }}\,d\theta .\!}
高斯知道以上这两个结果。

### 勒让德恒等式
对于满足{\displaystyle \varphi +\theta ={1 \over 2}\pi \!}的{\displaystyle \varphi \!}与{\displaystyle \theta \!}，勒让德证明了以下恒等式：
{\displaystyle K(\sin \varphi )E(\sin \theta )+K(\sin \theta )E(\sin \varphi )-K(\sin \varphi )K(\sin \theta )={1 \over 2}\pi \!.}

### 高斯-欧拉法
{\displaystyle \varphi =\theta ={\pi  \over 4}\!}的值可以代入勒让德恒等式，且K、E的近似值可通过{\displaystyle a_{0}=1\!}与{\displaystyle b_{0}=\sin {\pi  \over 4}={\frac {1}{\sqrt {2}}}\!}的算术-几何平均数的序列项得到。